# احتجاجات السويداء 2023
في 17 أغسطس 2023، اندلعت احتجاجات شعبية على ارتفاع معدل التضخم وتدهور الوضع الاقتصادي في سوريا في مدينة السويداء ذات الأغلبية الدرزية، بمشاركة مئات المحتجين. تزايدت هذه المظاهرات، وبحلول 20 أغسطس/آب، ردد آلاف المتظاهرين شعارات تطالب بإسقاط حكومة الأسد. بحلول 24 أغسطس، انتشرت الاحتجاجات إلى بقية أنحاء البلاد، بما في ذلك مدن درعا واللاذقية وطرطوس ودير الزور والحسكة وحمص. في 25 أغسطس، استمرت الاحتجاجات في الانتشار إلى حلب والعاصمة دمشق.

## خلفية

خريطة مناطق المصالحة في محافظة درعا، من يوليو 2018 إلى أواخر فبراير 2020

كانت درعا إحدى نقاط الانطلاق الرئيسية للثورة السورية في عام 2011، وخضعت إلى حد كبير لسيطرة الجيش السوري الحر المؤيد للمعارضة منذ عام 2012. في أعقاب هجوم عام 2018 الذي وضع درعا والقنيطرة تحت سيطرة الجيش السوري، وقّعت العديد من قوات المتمردين في المنطقة اتفاقيات مصالحة بوساطة روسية، حيث ألقوا أسلحتهم ضد الجيش السوري. كما سلّم المتمردون أسلحتهم الثقيلة. وبقي معظم المتمردين في الخلف، واستمروا في السيطرة على مناطق مختلفة في المحافظة، وكذلك ناحية البلد في مدينة درعا. ومع ذلك، استمرت التوترات بين الحكومة والمتمردين "المصالحين". وكانت الظروف في المحافظة سيئة. يعيش معظم الناس في درعا تحت خط الفقر؛ وأدى سوء الوضع المالي إلى ارتفاع معدلات البطالة، خاصة بين الشباب. وأدى الانكماش الاقتصادي وانعدام الأمن إلى ظهور الجريمة والعدالة العشائرية، مما أدى إلى تأجيج الفوضى الأمنية. بالإضافة إلى ذلك، أدى التجنيد القسري والاعتقالات إلى تأجيج الغضب ضد الحكومة السورية. شهدت اشتباكات درعا 2021 تجدد القتال العسكري بين السكان المحليين المسلحين والجيش السوري، مما أدى في النهاية إلى هدنة وسيطرة حكومية هشة، لكن الاضطرابات استمرت منذ ذلك الحين.

في المقابل، كانت السويداء هادئة نسبياً خلال فترة الحرب الأهلية. وفقًا لأحد المحللين في عام 2018،
غالبية سكان السويداء هم من الدروز، وهم طائفة دينية سرية تضم ما يقرب من مليون من أتباعها في جميع أنحاء العالم. بعض السكان المحليين موالون لدمشق [مقر الحكومة]، والبعض الآخر متعاطف مع الثورة السورية، وفئة ثالثة محايدة أو تتجنب السياسة، لكن الجميع متحدون في معارضتهم للسماح بدخول الحرب إلى محافظتهم.
ومع ذلك، كانت هناك موجات من الاحتجاجات المناهضة للحكومة في المنطقة خلال عامي 2014 و2015. وفي عام 2015، اندلعت مظاهرات واسعة النطاق مناهضة للحكومة في جميع أنحاء المنطقة عندما قُتل الزعيم الديني الدرزي وحيد البلعوس في انفجار سيارة مفخخة. وتم إلقاء اللوم على نطاق واسع على القوات الموالية للأسد في عملية الاغتيال. واندلعت المزيد من المظاهرات في عامي 2020 و2022، بما في ذلك بعض الاحتجاجات العنيفة أواخر 2022.
بحلول عام 2023، كان الاقتصاد السوري في حالة سيئة، وتفاقم بسبب التضخم المفرط والفساد وارتفاع معدلات الجريمة في المناطق التي تسيطر عليها الحكومة والعقوبات الدولية. أصبحت تكلفة المعيشة لا يمكن تحملها بالنسبة للعديد من الأسر بحلول الصيف. وصلت العملة السورية إلى مستوى غير مسبوق من الانخفاض حيث بلغت 15.000 ليرة سورية لكل دولار أمريكي في 15 أغسطس، بعد أن كانت 7.000 ليرة في بداية العام. وأفادت الأمم المتحدة أن 90% من سكان البلاد يعيشون في فقر، وأن أكثر من نصفهم يعانون من انعدام الأمن الغذائي.
ضاعفت الحكومة رواتب القطاع العام في أغسطس (إلى 85940 ليرة سورية، أي ما يعادل 21.76 دولاراً بسعر الصرف الرسمي أو 12.40 دولاراً بسعر السوق)، لكنها رفعت أسعار الوقود (إلى 8000 ليرة سورية -0.53 دولار- للتر الواحد من 3000 ليرة)، وزيت الوقود إلى 2000 جنيه للتر من 700 جنيه) وتم خفض الدعم على الضروريات، مثل وقود التدفئة والطهي. وأدى القرار إلى زيادة سريعة في التضخم، مما أدى إلى تقليص القدرة الشرائية للمدنيين وتدهور القوة الاقتصادية.

## حركة 10 آب/أغسطس والإضراب العام للدروز
شهدت المنطقة الساحلية، التي كانت تقليديًا أكثر ولاءً للحكومة، احتجاجات متفرقة، حتى صيف عام 2023.
في آب/أغسطس، انطلقت حركة العاشر من آب، وهي حركة احتجاجية سورية عمومية، في المنطقة الساحلية، حيث وزعت آلاف الأوراق مع دعوات لوضع حد لسوء الإدارة الاقتصادية وتحديد مواعيد نهائية لزيادة الأجور وكبح الأسعار. وتم توزيع المنشورات في بانياس وجبلة وطرطوس واللاذقية (جميع الأماكن التي يوجد بها عدد كبير من السكان العلويين)، وأدانت الحركة العنف والطائفية. والعديد من قادة حركة 10 آب هم منشقون علويون ينتمون إلى المعارضة السورية. تشمل الأهداف المعلنة للحركة العمل سراً على تفعيل "الوعي السياسي بين الشعب السوري" لتحقيق "الكتلة الحرجة من الدعم" المطلوبة للإطاحة بالحكومة البعثية، من خلال استمالة عناصر من الجيش والشرطة السرية.
وفي الوقت نفسه، صدر بيان عن "الضباط العلويين الأحرار"، قالوا إنهم يتحدثون من "قلب الساحل السوري" وتحديداً من مدينة القرداحة، مسقط رأس الرئيس الأسد. ووردت بعض التقارير عن احتجاجات ضد تدهور الظروف المعيشية يوم الأربعاء 16 أغسطس/آب. نظم سائقو سيارات الأجرة والحافلات في دمشق يومين من التوقف الجزئي في 16-17 أغسطس.
وأعلن الإضراب العام في السويداء يوم الخميس 17 آب/أغسطس. واستهدف مئات المتظاهرين مقر الشرطة ومكتب المحافظ، ورددوا شعارات مناهضة للحكومة، مثل "عاشت سوريا ويسقط بشار الأسد".
وفي محافظة درعا، شاركت بعض القرى في الإضربات، حيث رفع المتظاهرون علم الثورة السورية وهتفوا "بشار.. ارحل! نريد أن نعيش!".
وفي يوم الجمعة 18 آب/أغسطس، اندلعت مظاهرات في جميع أنحاء جنوب سوريا بعد صلاة الجمعة. في العديد من الأماكن، اتخذت الاحتجاجات شكل رفع وتصوير قصاصات من الورق تحمل شعارات مناهضة للحكومة أمام المواقع الشهيرة. استمرت الاحتجاجات في محافظة درعا يوم السبت 19 آب/أغسطس؛ ولوّح المتظاهرون أمام المسجد الأموي في مدينة درعا بأعلام الثورة السورية.
وأصدر الشيخ حكمت الهجري، الزعيم الروحي للدروز، بيانا في 19 آب/أغسطس أعرب فيه عن قلقه بشأن الوضع الاقتصادي ودعا إلى التحرك لتحقيق التغيير والعدالة.
وفي يوم الأحد 20 أغسطس، تعمق الإضراب العام. أُغلقت الطرق، وأعلنت مديرية التربية في السويداء تأجيل الامتحانات المقررة في فرع جامعة دمشق، وقالت وسائل الإعلام الرسمية إن ذلك بسبب إغلاق الطرق.

## الاحتجاجات

### أغسطس
في 20 أغسطس 2023، بدأ عدد كبير من المتظاهرين في جنوب سوريا بالاحتجاج ضد الحكومة البعثية. اندلعت الاحتجاجات أولاً في ساحة الكرامة في مدينة السويداء ذات الأغلبية الدرزية. نُظمت 42 احتجاجًا في أنحاء محافظة السويداء، وامتدت إلى محافظة درعا المجاورة، والمعروفة غالبًا باسم "مهد الثورة السورية"، مع احتجاجات في قرى درعا (نوى والصنمين وداعل). ولوّح المتظاهرون في السويداء بالأعلام الدرزية وأعلام الثورة السورية. كما رددوا شعارات الثورة السورية 2011، مطالبين بإسقاط حكومة الأسد وطرد الوجود الإيراني من البلاد. وقاد المتظاهرون مظاهرات حاشدة واعتصامات وأغلقوا الطرق المؤدية إلى مقر حزب البعث في السويداء.
ووردت تقارير عن قيام القوات الحكومية بإطلاق النار على متظاهرين عزل في منطقتي نوى وداعل بمدينة درعا في 20 أغسطس/آب. ووردت تقارير في اليوم التالي تفيد بأن احتجاجات الشباب الليلية بالقرب من مبنى الأمن العسكري في نوى، والتي تم خلالها عرقلة الطرق باستخدام الإطارات المشتعلة، أعقبتها مواجهات بين المقاتلين المحليين والقوات الحكومية التي قصفت المنطقة فيما بعد.
وأعرب مجلس سوريا الديمقراطية عن دعمه للاحتجاجات في 21 أغسطس.
وفي 22 آب/أغسطس، نظمت مظاهرة شبابية في بلدة صيدا شرق درعا للمطالبة بـ "إسقاط النظام".
استمرت الاحتجاجات في 23 أغسطس/آب. وكان المتظاهرون قد داهموا مكاتب حزب البعث في جميع أنحاء جنوب سوريا وأغلقوا الطريق السريع الذي يربط السويداء بدمشق.
وتزايدت أعداد المحتجين في ساحة الكرامة في 24 أغسطس/آب، وفقاً لوسائل إعلام معارضة، مع شعارات من بينها "سوريا تتوق إلى الحرية، يجب على بشار أن يتنحى جانباً"، و"باسم الحرية السورية، تتراجع إيران"، و"شعب سوريا يُطالب بالحرية"، و"فلتزدهر سوريا، ويسقط بشار الأسد". وطالبت اللافتات بفرض القرار الأممي رقم 2254. بحلول 25 أغسطس، انتشرت الاحتجاجات واسعة النطاق إلى مناطق إدلب وحلب وأعزاز وعفرين والباب.
بحلول الأسبوع الثاني من الاحتجاجات، بدأ المعلقون في وصف موجات الاحتجاج التي عمت البلاد بأنها حركة ثورية ثانية. وتم نشر قوات الأمن لبدء حملة قمع الاحتجاجات في درعا وحلب واللاذقية وغيرها. وبسبب وجود ميليشيات درزية مسلحة، مثل مجموعة "رجال الكرامة" وقوات شيخ الكرامة، كانت حكومة الأسد أكثر تردداً في شن حملات قمع في السويداء. ومع ذلك، فقد أبلغ نشطاء المعارضة عن خطط حكومة الأسد لحملة عسكرية قادمة. وواصل مئات المتظاهرين في السويداء ترديد شعارات مناهضة للحكومة، تطالب بإسقاط بشار الأسد.
وفي 28 أغسطس/آب، ظهرت لقطات فيديو تظهر قوات الأمن وهي تطلق النار لقمع الاحتجاجات في مدينة شهبا بمحافظة السويداء. وفي اليوم نفسه، تجمع مئات المتظاهرين في ساحة الكرامة؛ مرددين شعارات ثورية ومطالبين بمحاكمة بشار الأسد أمام محكمة دولية. كما وصف المتظاهرون الدكتاتور بأنه "مجرم البراميل المتفجرة وغاز السارين والكبتاجون". كما استمرت الاحتجاجات المطالبة بإسقاط حكومة الأسد في محافظتي درعا وإدلب.
وبحلول أواخر أغسطس/آب، كانت قوات الأمن البعثية قد نفذت موجة من الاعتقالات والاحتجازات التعسفية في جميع أنحاء البلاد، وخاصة في المناطق الساحلية حيث كانت حركة 10 أغسطس تحشد أنصارها. وقال متحدث باسم حركة 10 أغسطس: "النظام مُتمرّس في استخدام العنف ضد الناس. نحاول أن نصل إلى مرحلة في المجتمع السوري لا نعطيهم فيها فرصة بمجرد أن نقرر بدء الثورة”.
في 29 أغسطس 2023، استمرت المظاهرات والعصيان المدني. شهدت ساحة الكرامة في مدينة السويداء، يومها العاشر على التوالي، وقفة احتجاجية. وتجمع أهالي قرى من مختلف أنحاء محافظة السويداء الغربية في عريقة، وتم إغلاق طرق المحافظة. وفي شرق السويداء، أُغلقت مكاتب حزب البعث في ملح. وتم اعتقال حوالي 57 متظاهراً خلال حملة القمع في درعا. واحتل المتظاهرون مقر حزب البعث في السويداء وأغلقوه. كما أدت المقاطعة الجماعية من قبل سكان المدينة إلى إغلاق المؤسسات الحكومية. وتواصلت الشعارات المناهضة للحكومة، مثل: "تنحى بشار، نريد أن نعيش بكرامة"، استمرت المظاهرات في الساحة الرئيسية بالسويداء.
ورفع المتظاهرون في السويداء شعارات تطالب بالتضامن مع مناطق المعارضة في إدلب ومناطق أخرى شمال غربي سوريا. كما دعم الحزب الكردي حزب الاتحاد الديمقراطي الاحتجاجات، ودعا إلى إنشاء عملية فدرالية في محافظات الأقليات. ورفع المتظاهرون في درعا شعارات"خبز، حرية، كرامة". في 30 أغسطس 2023، بدأت تظهر تقارير تتعلق بإعداد حكومة الأسد لحملة قمع واسعة النطاق لقمع الانتفاضات في جنوب سوريا. وبحلول نهاية أغسطس/آب، كانت الاحتجاجات الجماهيرية تشبه انتفاضات الربيع العربي أثناء اندلاع الثورة السورية في مارس/آذار 2011.
وفي 31 آب/أغسطس، اندلعت اشتباكات في ريف دمشق بين الأهالي ومسلحي الفرقة الرابعة التابعة لماهر الأسد في بلدة الزاكية. كان ذلك بعد أن اكتشف أحد المدنيين أن بعض قادة الفرقة قصفوا متجراً يستخدم لحفظ آلات آبار المياه، وقُتل برصاص مسلحين موالين للأسد. وأدى ذلك إلى اندلاع مواجهات عنيفة بين الأهالي والفرقة الرابعة، أسفرت عن مقتل ثلاثة من عناصر الفرقة واثنين من السكان. وكانت الأنشطة المناهضة للأسد تتصاعد في الزكية منذ اندلاع الاحتجاجات في جميع أنحاء سوريا. وكان نظام الأسد قد نشر قوات عسكرية في أنحاء ريف دمشق في آب/أغسطس. أحرق السكان المحليون الغاضبون عدة منازل لجنود الفرقة الرابعة.

### سبتمبر
تواصلت الاحتجاجات الجمعة 1 أيلول/سبتمبر 2023، في مناطق السويداء ودرعا. كما حدثت مظاهرات صغيرة النطاق في طرطوس وغيرها من المناطق التي تسيطر عليها الحكومة. وردد آلاف المتظاهرين في السويداء شعارات مناهضة للحكومة تطالب باستقالة بشار الأسد، مما أدى إلى أكبر مسيرات مناهضة للنظام منذ الربيع العربي عام 2011. ولوح المتظاهرون في درعا بأعلام الثورة السورية.
تصاعدت وتيرة النشاط الاحتجاجي في جنوب سوريا، وخاصة في محافظة السويداء، خلال الأسبوع الأول من شهر أيلول/سبتمبر، حيث أطال المتظاهرون تجمعاتهم حتى وقت متأخر من الليل، وأقاموا مخيمات مؤقتة رفعت لافتات بارزة. كما قام المتظاهرون بتشويه تمثال حافظ الأسد. وخرج العديد من المتظاهرين في المناطق التي تسيطر عليها المعارضة وقوات سوريا الديمقراطية علناً لدعم سكان السويداء. كما استمرت الاحتجاجات في منطقة درعا.
وفي إشارة إلى أن المشاعر المناهضة للنظام أصبحت منتشرة في المناطق التي كانت موالية سابقًا لحزب البعث، قال مدير شبكة السويداء 24 الإخباري نور رضوان: “في المناطق التي يتمتع النظام بالسيطرة الكاملة عليها، الناس يراقبوننا دائمًا. الناس ينتظرون حقاً الاحتجاج، لكنهم ما زالوا خائفين من قوات الأمن”.

### فبراير
في 29 فبراير 2024، توفى المدني جواد الباروكي توفي متأثرًا بجروح نتجت عن إطلاق قوات الأمن السورية النار لتفريق مظاهرة أمام مركز “التسويات” (صالة السابع من نيسان) في مدينة السويداء. وهو أول قتيل منذ انطلاق الاحتجاجات.